# ماساتسوگو آسکاوا

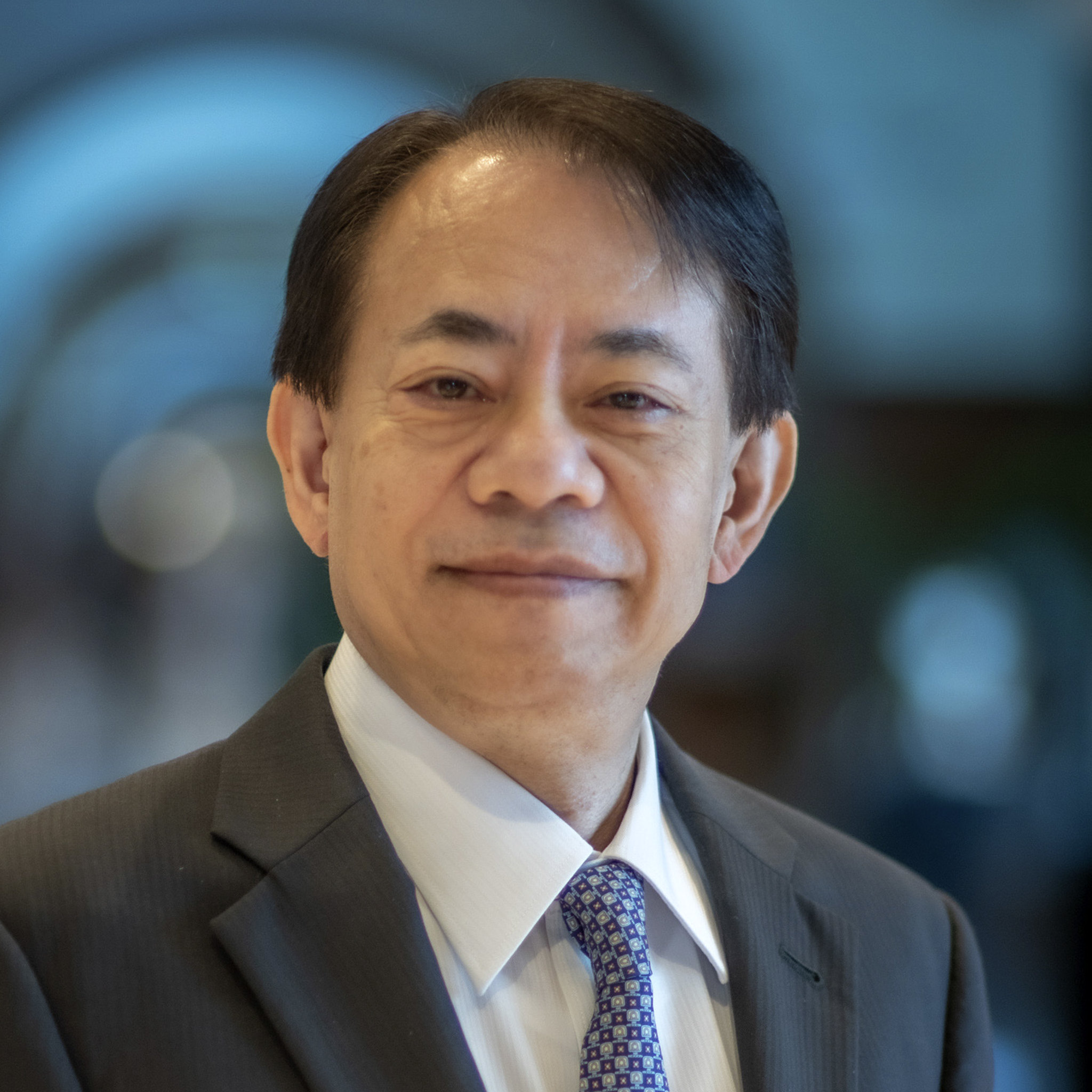
ماساتسوگو آسکاوا رئیس بانک توسعه آسیایی

ماساتسوگو آسکاوا ( متولد ۲۵ ژانویه ۱۹۵۸)، کارمند دولتی ژاپنی، رئیس بانک توسعه آسیایی (ADB) است. آسکاوا، که در ۱۷ ژانویه ۲۰۲۰ این سمت را در اختیار گرفت، دهمین رئیس بانک توسعه آسیایی است. او قبلاً مشاور ویژه شینزو آبه، نخست وزیر ژاپن و تارو آسو، معاون نخست وزیر ژاپن و وزیر دارایی بود. او همچنین قبلاً معاون وزیر امور بین الملل در وزارت دارایی ژاپن بود.

## اوایل زندگی
آسکاوا که در استان شیزوئوکا ژاپن متولد شد، در دانشکده اقتصاد دانشگاه توکیو تحصیل کرد و در سال ۱۹۸۱ با مدرک کارشناسی فارغ التحصیل شد.
او در همان سال به وزارت دارایی ژاپن پیوست. آسکاوا بعداً در مدرسه روابط عمومی و بین‌الملل وودرو ویلسون در دانشگاه پرینستون در ایالات متحده آمریکا تحصیل کرد و در سال ۱۹۸۵ با مدرک MPA فارغ‌التحصیل شد.

## ارجاع و ماخذ
1. ↑  Bank, Asian Development (2020-01-17). "New ADB President Masatsugu Asakawa Assumes Office". www.adb.org (به انگلیسی). Retrieved 2024-09-18.

1. ↑  "Masatsugu Asakawa". Wikipedia (به انگلیسی). 2024-09-10.